# Kuzinellus aditus
Kuzinellus aditus är en spindeldjursart som först beskrevs av Parvez, Chaudhri och Ashfaq 1994.  Kuzinellus aditus ingår i släktet Kuzinellus och familjen Phytoseiidae. Inga underarter finns listade i Catalogue of Life.